# Prix Branko
Le prix Branko (en serbe cyrillique : Бранкова награда ; en serbe latin : Brankova nagrada) est un prix littéraire serbe créé par l'Association des écrivains de Voïvodine en l'honneur du poète Branko Radičević (1824-1853). Depuis 1954, il est décerné chaque année à un poète de langue serbe de moins de trente ans pour son premier recueil de poésie.

## Lauréats
Les lauréats du prix sont les suivants, :
- 2015 : Jelena Blanuša pour Pseudoton[3]
- 2014 : Danilo Lučić pour Beleške o mekom tkivu[4]
- 2013 : Anja Marković pour Napolju su ljudi
- 2012 : Goran Živković pour Spalipačitaj : 51 uputstvo za gašenje požara
- 2011 : Željko Janković pour Karl Ginter u dvostrukoj ekspoziciji
- 2010 : Branislav Živanović pour Pogledalo
- 2009 : Maja Solar pour Makulalalalatura
- 2008 : Dane Komljen pour Ubica zečeva
- 2007 : Dragan Radovančević pour Klatno se boji letenja
- 2006 : Nikola Đuran pour Pusta Itaka
- 2005 : Radomir D. Mitrić pour Nostalgija za punoćom
- 2004 : Ivana Velimirac pour Drevni dečak
- 2003 : Branimir Bojić pour Postapokaliptički orgazam
- 2002 : Jovan Popović pour Godine večnosti
- 2001 : Jelena Radovanović pour Povremeni prekidi sa zujanjem
- 2000 : Sandra Nešović pour Pečat za jedno vreme
- 1999 : Dragan Bošković pour Vrtoglavica, laž i Vavilon od kartona
- 1998 : Petar Miloradović pour Sredozemlja et Miša Pasujević pour INK
- 1997 : Nataša Žižović pour Koža
- 1996 : Dejan Aleksić pour Potpuni govor et Dragica Đurić pour Znam da sam voda
- 1995 : Mileta Aćimović Ivkov pour Dno
- 1994 : Ana Ristović pour Snovidna voda
- 1993 : Nenad Jovanović pour Frezno
- 1992 : Jelena Marinkov pour Noć u zebri
- 1991 : Zoran Ćirić pour Rio Bravo et Nenad Šaponja pour Đokonda
- 1990 : Dragan Jovanović Danilov pour Euharistija
- 1989 : Selim Arnaut pour Krov
- 1988 : Radmilo Đurović pour Neka druga ljubav
- 1987 : Aleksandar Lukić pour U vagonu Rozanova et Oto Horvat pour Gde nestaje šuma
- 1986 : Srđan Dragojević pour Knjiga akcione poezij
- 1985 : Đorđe Nešić pour Crv sumnje u jabuci razdora
- 1984 : Dražen Katunarić pour Mramorni Bakho
- 1983 : Nina Živančević pour Pesme
- 1982 : Vasa Pavković pour Kaledioskop
- 1981 : Nemanja Mitrović pour San rata
- 1980 : Refik Ličina pour Poznavanje prirode
- 1979 : Vladimir Kopicl pour Aer et Branko Maleš pour Tekst
- 1978 : Mile Stojić pour Lijer, jezik prašine
- 1977 : Milorad Grujić pour Pesme, opet
- 1976 : Bratislav Milanović pour Jelen u prozoru
- 1975 : Zvonimir Husić pour Licem prema zemlji
- 1974 : Stanoje Makragić pour Pevači donjih svetova
- 1973 : Zoran Bundalo pour Liv
- 1972 : Miroslav Maksimović pour Spavač pod upijačem
- 1971 : Ljubivoje Ršumović pour Ma šta mi reče
- 1970 : Nada Šerban pour Ono pre ili ono posle et Marko Vešović pour Nedjelja
- 1969 : Raša Livada pour Poprskan znojem kazaljki
- 1968 : Rajko Petrov Nogo pour Zimomora
- 1967 : Tito Bilopavlović pour Pijesku već oplakanom
- 1966 : Tanja Kragujević pour Vratio se Volođa et Rade Tomić pour Za sutra uveče : pesme
- 1960 : Duško Trifunović pour Zlatni kuršum
- 1957 : Borislav Radović pour Poetičnosti
- 1956 : Pavle Ugrinov pour Bačka zepevka : poema et Alexandre Tišma pour Naseljeni svet
- 1955 : Gordana Todorović pour Gimnaziski trenutak
- 1954 : Vasko Popa pour Kora